# Kerem Akyüz
Kerem Can Akyüz (sinh 1 tháng 7 năm 1989) là một cầu thủ bóng đá Thổ Nhĩ Kỳ thi đấu cho Denizlispor.